# Frivilligorganisation
 Der er for få eller ingen kildehenvisninger i denne artikel, hvilket er et problem. Du kan hjælpe ved at angive troværdige kilder til de påstande, som fremføres i artiklen.

Frivilligorganisation bruges som betegnelse for de organisationer og foreninger, der organiserer frivilligt arbejde. Hermed understreges, at der er tale om organisationer, der adskiller sig fra offentlige organisationer og private virksomheder. Frivilligorganisationerne er en del af civilsamfundet.
En frivilligorganisation er frivilligt grundlagt, dvs. at den er fri til at oprette og nedlægge sig selv. Derved adskiller frivilligorganisationen sig eksempelvis fra offentlige organisationer, hvis opgaver og formål oftest er fastsat ved lov. Organisationerne er ikke profitorienteret. Det betyder i denne sammenhæng, at organisationen ikke drives med henblik på at give et økonomisk overskud, der tilfalder investorer eller enkeltpersoner. Et eventuelt overskud investeres i organisationen, og anvendes således i overensstemmelse med organisationens formål. De er baserede på frivillig arbejdskraft – enten i bestyrelsen eller i organisationens daglige aktiviteter. Frivilligorganisationer har dog ofte ansatte, og i enkelte tilfælde udgøres arbejdskraften udelukkende af ansatte. Frivilligorganisationerne kendetegnet ved, at medlemskabet af eller tilknytningen til organisationen er frivillig og deltagelse i organisationens aktiviteter sker af egen fri vilje.